# Campeonato Descentralizado 1997
El Campeonato Descentralizado 1997, por razones de patrocinio como Copa Cable Mágico 1997, fue la edición número 71 de la Primera División del Perú, la trigésimo segunda desde que se descentraliza en 1966, la trigésimo segunda bajo la denominación de Campeonato Descentralizado y la primera bajo el patrocinio de Cable Mágico.
En el Campeonato Descentralizado de 1997, Alianza Lima se coronó campeón nacional luego de dieciocho años, clasificando también a la Copa Libertadores del próximo año junto a Sporting Cristal (ganador de la liguilla final). Universitario de Deportes jugaría la Copa Conmebol. Este año descendieron de categoría los equipos de Alcides Vigo, Atlético Torino, José Gálvez y La Loretana; siendo reemplazados por Lawn Tennis y Juan Aurich.
El campeonato se jugó bajo un sistema novedoso en competiciones peruanas: los Torneos Apertura y Clausura. Este sistema fue copiado de los mismos torneos que se disputaban desde años atrás en Argentina y que se iban introduciendo poco a poco en el resto de países.
Según el nuevo sistema, los dos torneos se jugaban en distintas épocas del año (Apertura en el primer semestre y Clausura en el segundo), los campeones de ambos torneos jugaban entre sí para definir el campeón nacional de ese año.
Este fue el último año en que se jugaban las liguillas Pre-Libertadores, ya que serían reemplazadas por otro sistema de clasificación.

## Ascensos y descensos
Hubo 4 Descensos en la Temporada 1996 y 2 Ascensos (1 Campeón de Copa Perú, 1 Campeón de Segunda División) en esta Temporada.
Por lo que se Disminuyen de 16 a 14 equipos para este 1997.
| Posición    | Descendidos a la Copa Perú y Segunda División 1997                                |
| ----------- | --------------------------------------------------------------------------------- |
| 13° 1D 1996 | Aurich-Cañaña (Copa Perú 1997 Región I de la Etapa Regional como Juan Aurich) (D) |
| 14° 1D 1996 | Ciclista Lima (Segunda División 1997) (D)                                         |
| 15° 1D 1996 | Guardia Republicana (Segunda División 1997) (D)                                   |
| 16° 1D 1996 | San Agustín (Segunda División 1997) (D)                                           |

| Posición         | Ascendidos de la Copa Perú y Segunda División 1996        |
| ---------------- | --------------------------------------------------------- |
| 1. 1º 2D 1996    | Alcides Vigo (Segunda División 1996) Asciende             |
| 2. 1º HF CP 1996 | José Gálvez FBC (Copa Perú 1996 Hexagonal Final) Asciende |

## Equipos participantes
| Equipo              | Ciudad   | Estadio                 | Entrenador          |
| ------------------- | -------- | ----------------------- | ------------------- |
| Alianza Atlético    | Sullana  | Campeones del 36        | Miguel Ángel Arrué  |
| Alianza Lima        | Lima     | Alejandro Villanueva    | Jorge Luis Pinto    |
| Alcides Vigo        | Lima     | San Marcos              | Vito Andrés Bártoli |
| Atlético Torino     | Talara   | Campeonísimo            | Carlos Vieira       |
| Cienciano           | Cusco    | Garcilaso de la Vega    | Ramón Quiroga       |
| Deportivo Municipal | Lima     | Municipal de Chorrillos | Carlos Biasutto     |
| Deportivo Pesquero  | Chimbote | Manuel Gómez Arellano   | Ramón Mifflin       |
| FBC Melgar          | Arequipa | Mariano Melgar          | Moisés Barack       |
| José Gálvez         | Chimbote | Manuel Gómez Arellano   | Luis Reyna Navarro  |
| Sport Boys          | Callao   | Miguel Grau             | Cláudio Adão        |
| Sporting Cristal    | Lima     | Alberto Gallardo        | Sergio Markarián    |
| La Loretana         | Pucallpa | Max Augustín            | Henry Perales       |
| Unión Minas         | Pasco    | Daniel Alcides Carrión  | Pedro Paredes       |
| Universitario       | Lima     | Lolo Fernández          | Iván Brzić          |

## Torneo Apertura
Se jugó entre el 23 de febrero y el 25 de mayo.
| Pos. | Equipo              | Pts. | PJ | PG | PE | PP | GF | GC | DG  |
| ---- | ------------------- | ---- | -- | -- | -- | -- | -- | -- | --- |
| 1°   | Alianza Lima        | 30   | 13 | 9  | 3  | 1  | 27 | 9  | +18 |
| 2°   | Sporting Cristal    | 27   | 13 | 8  | 3  | 2  | 30 | 13 | +17 |
| 3°   | Universitario       | 25   | 13 | 7  | 4  | 2  | 19 | 8  | +12 |
| 4°   | Cienciano           | 24   | 13 | 6  | 6  | 1  | 18 | 10 | +8  |
| 5°   | Deportivo Municipal | 20   | 13 | 6  | 2  | 5  | 25 | 23 | +2  |
| 6°   | Sport Boys          | 18   | 13 | 5  | 3  | 5  | 15 | 18 | –3  |
| 7°   | Alianza Atlético    | 18   | 13 | 5  | 3  | 5  | 15 | 18 | –3  |
| 8°   | Deportivo Pesquero  | 14   | 13 | 3  | 5  | 5  | 16 | 16 | 0   |
| 9°   | FBC Melgar          | 14   | 13 | 4  | 2  | 7  | 16 | 24 | –8  |
| 10°  | Atlético Torino     | 13   | 13 | 2  | 7  | 4  | 14 | 19 | –5  |
| 11°  | Alcides Vigo        | 12   | 13 | 3  | 3  | 7  | 13 | 18 | –5  |
| 12°  | Unión Minas         | 12   | 13 | 3  | 3  | 7  | 14 | 28 | –14 |
| 13°  | José Gálvez         | 12   | 13 | 3  | 3  | 7  | 12 | 28 | –16 |
| 14°  | La Loretana         | 11   | 13 | 2  | 5  | 6  | 9  | 18 | –9  |

### Resultados
| Local \ Visitante   | AVI | AAS | ALI | TOR | CIE | MUN | PES | GAL | LOR | MEL | SBA | CRI | MIN | UNI |
| ------------------- | --- | --- | --- | --- | --- | --- | --- | --- | --- | --- | --- | --- | --- | --- |
| Alcides Vigo        |     | —   | —   | 0–0 | —   | 2–0 | 1–2 | 0–1 | —   | —   | —   | 1–3 | 3–2 | —   |
| Alianza Atlético    | 1–0 |     | —   | 1–2 | —   | 2–2 | 3–1 | —   | —   | —   | 1–2 | —   | 8–1 | 1–1 |
| Alianza Lima        | 0–0 | 2–1 |     | 3–1 | —   | —   | —   | —   | 4–0 | —   | —   | 5–4 | 0–0 | 1–0 |
| Atlético Torino     | —   | —   | —   |     | 0–0 | 2–3 | —   | —   | 1–1 | 1–1 | 2–1 | —   | —   | 1–1 |
| Cienciano           | 2–1 | 2–0 | 0–0 | —   |     | —   | 2–2 | —   | —   | —   | 2–0 | 0–0 | —   | —   |
| Deportivo Municipal | —   | —   | 2–0 | —   | 1–2 |     | —   | 5–0 | —   | 3–1 | —   | 1–6 | 4–0 | 1–2 |
| Deportivo Pesquero  | —   | —   | 0–3 | 0–0 | —   | 4–0 |     | —   | 1–1 | 4–1 | —   | 0–0 | —   | 0–1 |
| José Gálvez         | —   | 2–1 | 0–4 | 1–1 | 1–2 | —   | 1–1 |     | —   | 3–2 | —   | —   | —   | —   |
| La Loretana         | 0–2 | 1–1 | —   | —   | 0–0 | 1–2 | —   | 2–1 |     | —   | 0–0 | 1–2 | 2–1 | —   |
| Melgar              | 5–2 | 0–1 | 0–2 | —   | 1–1 | —   | —   | —   | 2–0 |     | —   | —   | 2–1 | —   |
| Sport Boys          | 2–1 | —   | 1–3 | —   | —   | 1–1 | 2–1 | 2–1 | —   | 0–1 |     | —   | 1–1 | 3–2 |
| Sporting Cristal    | —   | 2–1 | —   | 4–2 | —   | —   | —   | 6–0 | —   | 1–0 | 2–0 |     | —   | —   |
| Unión Minas         | —   | —   | —   | 3–1 | 2–4 | —   | 1–0 | 2–1 | —   | —   | —   | 0–0 |     | 0–2 |
| Universitario       | 0–0 | —   | –   | —   | 2–1 | —   | —   | 0–0 | 1–0 | 5–0 | —   | 2–0 | —   |     |

| Fecha 1: 23 de febrero | Fecha 1: 23 de febrero | Fecha 1: 23 de febrero |
| Local                  | Resultado              | Visitante              |
| ---------------------- | ---------------------- | ---------------------- |
| A. Torino              | 1-1                    | FBC Melgar             |
| José Gálvez            | 2-1                    | A. Atlético            |
| Universitario          | 0-0                    | Alcides Vigo           |
| La Loretana            | 1-2                    | Sporting Cristal       |
| D. Municipal           | 4-0                    | Unión Minas            |
| Cienciano              | 0-0                    | Alianza Lima           |
| Sport Boys             | 2-1                    | D. Pesquero            |

| Fecha 2: marzo 1, 2, 3 | Fecha 2: marzo 1, 2, 3 | Fecha 2: marzo 1, 2, 3 |
| Local                  | Resultado              | Visitante              |
| ---------------------- | ---------------------- | ---------------------- |
| Alianza Atlético       | 1-2                    | Atlético Torino        |
| Universitario          | 0-0                    | José Gálvez            |
| D. Municipal           | 1-6                    | Sporting Cristal       |
| Unión Minas            | 2-4                    | Cienciano              |
| Sport Boys             | 1-3                    | Alianza Lima           |
| D. Pesquero            | 4-1                    | FBC Melgar             |
| La Loretana            | 0-2                    | Alcides Vigo           |

| Fecha 3: marzo 8, 9 | Fecha 3: marzo 8, 9 | Fecha 3: marzo 8, 9 |
| Local               | Resultado           | Visitante           |
| ------------------- | ------------------- | ------------------- |
| Alianza Lima        | 4-0                 | La Loretana         |
| Unión Minas         | 0-2                 | Universitario       |
| D. Pesquero         | 4-0                 | D. Municipal        |
| FBC Melgar          | 1-1                 | Cienciano           |
| Alcides Vigo        | 0-1                 | José Gálvez         |
| Atlético Torino     | 2-1                 | Sport Boys          |
| Sporting Cristal    | 2-1                 | Alianza Atlético    |

| Fecha 4: marzo 15, 16 | Fecha 4: marzo 15, 16 | Fecha 4: marzo 15, 16 |
| Local                 | Resultado             | Visitante             |
| --------------------- | --------------------- | --------------------- |
| Universitario         | 2-0                   | Sporting Cristal      |
| D. Municipal          | 2-0                   | Alianza Lima          |
| Sport Boys            | 0-1                   | FBC Melgar            |
| Cienciano             | 2-2                   | D. Pesquero           |
| La Loretana           | 2-1                   | Unión Minas           |
| Alianza Atlético      | 1-0                   | Alcides Vigo          |
| José Gálvez           | 1-1                   | Atlético Torino       |

| Fecha 5: marzo 22, 23 | Fecha 5: marzo 22, 23 | Fecha 5: marzo 22, 23 |
| Local                 | Resultado             | Visitante             |
| --------------------- | --------------------- | --------------------- |
| Sport Boys            | 1-1                   | D. Municipal          |
| FBC Melgar            | 2-0                   | La Loretana           |
| Atlético Torino       | 0-0                   | Cienciano             |
| Unión Minas           | 2-1                   | José Gálvez           |
| D. Pesquero           | 0-1                   | Universitario         |
| Alcides Vigo          | 1-3                   | Sporting Cristal      |
| Alianza Atlético      | 1-2                   | Alianza Lima          |

| Fecha 6: abril 5, 6 | Fecha 6: abril 5, 6 | Fecha 6: abril 5, 6 |
| Local               | Resultado           | Visitante           |
| ------------------- | ------------------- | ------------------- |
| Universitario       | 0-1                 | Alianza Lima        |
| Alcides Vigo        | 0-0                 | Atlético Torino     |
| D. Municipal        | 3-1                 | FBC Melgar          |
| Sporting Cristal    | 6-0                 | José Gálvez         |
| Cienciano           | 2-0                 | Sport Boys          |
| D. Pesquero         | 1-1                 | La Loretana         |
| Alianza Atlético    | 8-1                 | Unión Minas         |

| Fecha 7: abril 12, 13 | Fecha 7: abril 12, 13 | Fecha 7: abril 12, 13 |
| Local                 | Resultado             | Visitante             |
| --------------------- | --------------------- | --------------------- |
| Alianza Lima          | 0-0                   | Alcides Vigo          |
| Sport Boys            | 3-2                   | Universitario         |
| FBC Melgar            | 0-1                   | Alianza Atlético      |
| Atlético Torino       | 2-3                   | D. Municipal          |
| José Gálvez           | 1-1                   | D. Pesquero           |
| La Loretana           | 0-0                   | Cienciano             |
| Unión Minas           | 0-0                   | Sporting Cristal      |

| Fecha 8: abril 19, 20 | Fecha 8: abril 19, 20 | Fecha 8: abril 19, 20 |
| Local                 | Resultado             | Visitante             |
| --------------------- | --------------------- | --------------------- |
| Sporting Cristal      | 4-2                   | Atlético Torino       |
| Universitario         | 5-0                   | FBC Melgar            |
| Alcides Vigo          | 3-2                   | Unión Minas           |
| D. Municipal          | 1-2                   | Cienciano             |
| José Gálvez           | 0-4                   | Alianza Lima          |
| Alianza Atlético      | 3-1                   | D. Pesquero           |
| La Loretana           | 0-0                   | Sport Boys            |

| Fecha 9: abril 26, 27 | Fecha 9: abril 26, 27 | Fecha 9: abril 26, 27 |
| Local                 | Resultado             | Visitante             |
| --------------------- | --------------------- | --------------------- |
| D. Municipal          | 1-2                   | Universitario         |
| Sport Boys            | 2-1                   | José Gálvez           |
| Cienciano             | 2-0                   | Alianza Atlético      |
| FBC Melgar            | 5-2                   | Alcides Vigo          |
| Atlético Torino       | 1-1                   | La Loretana           |
| Alianza Lima          | 0-0                   | Unión Minas           |
| D. Pesquero           | 0-0                   | Sporting Cristal      |

| Fecha 10: 3, 4 de mayo | Fecha 10: 3, 4 de mayo | Fecha 10: 3, 4 de mayo |
| Local                  | Resultado              | Visitante              |
| ---------------------- | ---------------------- | ---------------------- |
| Alcides Vigo           | 1-2                    | D. Pesquero            |
| Alianza Lima           | 5-4                    | Sporting Cristal       |
| Universitario          | 2-1                    | Cienciano              |
| Alianza Atlético       | 1-2                    | Sport Boys             |
| La Loretana            | 1-2                    | D. Municipal           |
| José Gálvez            | 3-2                    | FBC Melgar             |
| Unión Minas            | 3-1                    | Atlético Torino        |

| Fecha 11: 10, 11 de mayo | Fecha 11: 10, 11 de mayo | Fecha 11: 10, 11 de mayo |
| Local                    | Resultado                | Visitante                |
| ------------------------ | ------------------------ | ------------------------ |
| D. Pesquero              | 0-3                      | Alianza Lima             |
| D. Municipal             | 5-0                      | José Gálvez              |
| Sporting Cristal         | 2-0                      | Sport Boys               |
| FBC Melgar               | 2-1                      | Unión Minas              |
| La Loretana              | 1-1                      | Alianza Atlético         |
| Atlético Torino          | 1-1                      | Universitario            |
| Cienciano                | 2-1                      | Alcides Vigo             |

| Fecha 12: 17, 18 de mayo | Fecha 12: 17, 18 de mayo | Fecha 12: 17, 18 de mayo |
| Local                    | Resultado                | Visitante                |
| ------------------------ | ------------------------ | ------------------------ |
| Sporting Cristal         | 1-0                      | FBC Melgar               |
| Sport Boys               | 2-1                      | Alcides Vigo             |
| Alianza Lima             | 3-1                      | Atlético Torino          |
| Universitario            | 1-0                      | La Loretana              |
| Unión Minas              | 1-0                      | D. Pesquero              |
| Alianza Atlético         | 2-2                      | D. Municipal             |
| José Gálvez              | 1-2                      | Cienciano                |

| Fecha 13: 24, 25 de mayo | Fecha 13: 24, 25 de mayo | Fecha 13: 24, 25 de mayo |
| Local                    | Resultado                | Visitante                |
| ------------------------ | ------------------------ | ------------------------ |
| D. Pesquero              | 0-0                      | Atlético Torino          |
| La Loretana              | 2-1                      | José Gálvez              |
| Alcides Vigo             | 2-0                      | D. Municipal             |
| Cienciano                | 0-0                      | Sporting Cristal         |
| Sport Boys               | 1-1                      | Unión Minas              |
| FBC Melgar               | 0-2                      | Alianza Lima             |
| Alianza Atlético         | 1-1                      | Universitario            |

|                                      |
| Campeón Torneo Apertura Alianza Lima |

## Torneo Clausura
Se jugó entre el 12 de julio y el 12 de noviembre.
| Pos. | Equipo              | Pts. | PJ | PG | PE | PP | GF | GC | DG  |
| ---- | ------------------- | ---- | -- | -- | -- | -- | -- | -- | --- |
| 1°   | Alianza Lima        | 32   | 13 | 10 | 2  | 1  | 33 | 7  | +26 |
| 2°   | Universitario       | 28   | 13 | 8  | 4  | 1  | 19 | 7  | +12 |
| 3°   | Sporting Cristal    | 22   | 13 | 6  | 4  | 3  | 25 | 16 | +9  |
| 4°   | Alianza Atlético    | 21   | 13 | 6  | 3  | 4  | 24 | 13 | +11 |
| 5°   | FBC Melgar          | 21   | 13 | 6  | 3  | 4  | 17 | 16 | +1  |
| 6°   | Cienciano           | 20   | 13 | 6  | 2  | 5  | 17 | 13 | +4  |
| 7°   | Unión Minas         | 20   | 13 | 6  | 2  | 5  | 15 | 15 | 0   |
| 8°   | Deportivo Municipal | 19   | 13 | 6  | 1  | 6  | 18 | 24 | –6  |
| 9°   | Deportivo Pesquero  | 15   | 13 | 4  | 3  | 6  | 17 | 16 | +1  |
| 10°  | Sport Boys          | 15   | 13 | 3  | 6  | 4  | 13 | 15 | –2  |
| 11°  | Alcides Vigo        | 13   | 13 | 3  | 4  | 6  | 19 | 23 | –4  |
| 12°  | Atlético Torino     | 10   | 13 | 3  | 1  | 9  | 13 | 30 | –17 |
| 14°  | La Loretana         | 9    | 13 | 2  | 3  | 8  | 10 | 30 | –20 |

### Resultados
| Local \ Visitante   | AVI | AAS | ALI | TOR | CIE | MUN | PES | GAL | LOR | MEL | SBA | CRI | MIN | UNI |
| ------------------- | --- | --- | --- | --- | --- | --- | --- | --- | --- | --- | --- | --- | --- | --- |
| Alcides Vigo        |     | 0–1 | 1–3 | —   | 1–0 | —   | —   | —   | 0–0 | 3–1 | 1–1 | —   | —   | 0–1 |
| Alianza Atlético    | —   |     | 0–2 | —   | 3–1 | —   | —   | 4–0 | 8–1 | 0–1 | —   | 2–2 | —   | —   |
| Alianza Lima        | —   | —   |     | —   | 2–0 | 4–0 | 2–1 | 4–0 | —   | 5–0 | 2–2 | —   | —   | 0–0 |
| Atlético Torino     | 2–5 | 0–2 | 0–5 |     | —   | —   | 2–1 | 1–0 | —   | —   | —   | 1–1 | 3–1 | —   |
| Cienciano           | —   | —   | —   | 2–1 |     | 3–0 | —   | 3–1 | 4–0 | 0–0 | —   | —   | 1–2 | 1–0 |
| Deportivo Municipal | 4–3 | 2–1 | —   | 2–0 | —   |     | 1–3 | —   | 2–0 | —   | 2–0 | —   | —   | —   |
| Deportivo Pesquero  | 4–1 | 1–2 | —   | —   | 0–0 | —   |     | 3–1 | —   | —   | 1–1 | —   | 1–0 | —   |
| José Gálvez         | 4–2 | —   | —   | —   | —   | 0–2 | —   |     | 3–0 | —   | 1–2 | 1–2 | 1–0 | 0–1 |
| La Loretana         | —   | —   | 0–1 | 3–1 | —   | —   | 1–1 | —   |     | 2–1 | —   | —   | —   | 1–1 |
| Melgar              | —   | —   | —   | 3–1 | —   | 2–0 | 1–0 | 3–0 | —   |     | 1–1 | 1–0 | —   | 2–2 |
| Sport Boys          | —   | 0–0 | —   | 2–0 | 1–2 | —   | —   | —   | 2–1 | —   |     | 1–1 | —   | —   |
| Sporting Cristal    | 1–1 | —   | 2–3 | —   | 2–0 | 3–2 | 3–1 | —   | 4–1 | —   | —   |     | 4–1 | 0–1 |
| Unión Minas         | 1–1 | 0–0 | 1–0 | —   | —   | 4–0 | —   | —   | 2–0 | 2–1 | 1–0 | —   |     | —   |
| Universitario       | —   | 3–1 | —   | 3–1 | —   | 1–1 | 1–0 | —   | —   | —   | 2–0 | —   | 3–0 |     |

| Fecha 1: 12, 13 de julio | Fecha 1: 12, 13 de julio | Fecha 1: 12, 13 de julio |
| Local                    | Resultado                | Visitante                |
| ------------------------ | ------------------------ | ------------------------ |
| Alianza Atlético         | 4-0                      | José Gálvez              |
| Unión Minas              | 4-0                      | D. Municipal             |
| Sporting Cristal         | 4-1                      | La Loretana              |
| FBC Melgar               | 3-1                      | Atlético Torino          |
| Alcides Vigo             | 0-1                      | Universitario            |
| Alianza Lima             | 2-0                      | Cienciano                |
| D. Pesquero              | 1-1                      | Sport Boys               |

| Fecha 2: 19, 20 de julio | Fecha 2: 19, 20 de julio | Fecha 2: 19, 20 de julio |
| Local                    | Resultado                | Visitante                |
| ------------------------ | ------------------------ | ------------------------ |
| Alcides Vigo             | 0-0                      | La Loretana              |
| Alianza Lima             | 2-2                      | Sport Boys               |
| Sporting Cristal         | 3-2                      | D. Municipal             |
| Cienciano                | 1-2                      | Unión Minas              |
| José Gálvez              | 0-1                      | Universitario            |
| FBC Melgar               | 1-0                      | D. Pesquero              |
| Atlético Torino          | 0-2                      | Alianza Atlético         |

| Fecha 3: 26, 27 de julio | Fecha 3: 26, 27 de julio | Fecha 3: 26, 27 de julio |
| Local                    | Resultado                | Visitante                |
| ------------------------ | ------------------------ | ------------------------ |
| Alianza Atlético         | 2-2                      | Sporting Cristal         |
| Cienciano                | 0-0                      | FBC Melgar               |
| José Gálvez              | 4-2                      | Alcides Vigo             |
| La Loretana              | 0-1                      | Alianza Lima             |
| D. Municipal             | 1-3                      | D. Pesquero              |
| Sport Boys               | 2-0                      | Atlético Torino          |
| Universitario            | 3-0                      | Unión Minas              |

| Fecha 4: 2, 3 de agosto | Fecha 4: 2, 3 de agosto | Fecha 4: 2, 3 de agosto |
| Local                   | Resultado               | Visitante               |
| ----------------------- | ----------------------- | ----------------------- |
| Alianza Lima            | 4-0                     | D. Municipal            |
| FBC Melgar              | 1-1                     | Sport Boys              |
| D. Pesquero             | 0-0                     | Cienciano               |
| Unión Minas             | 2-0                     | La Loretana             |
| Alcides Vigo            | 0-1                     | Alianza Atlético        |
| Atlético Torino         | 1-0                     | José Gálvez             |
| Sporting Cristal        | 0-1                     | Universitario           |

| Fecha 5: 9, 10 de agosto | Fecha 5: 9, 10 de agosto | Fecha 5: 9, 10 de agosto |
| Local                    | Resultado                | Visitante                |
| ------------------------ | ------------------------ | ------------------------ |
| Alianza Atlético         | 0-2                      | Alianza Lima             |
| D. Municipal             | 2-0                      | Sport Boys               |
| Universitario            | 1-0                      | D. Pesquero              |
| La Loretana              | 2-1                      | FBC Melgar               |
| Cienciano                | 2-1                      | Atlético Torino          |
| José Gálvez              | 1-0                      | Unión Minas              |
| Sporting Cristal         | 1-1                      | Alcides Vigo             |

| Fecha 6: 31 de agosto | Fecha 6: 31 de agosto | Fecha 6: 31 de agosto |
| Local                 | Resultado             | Visitante             |
| --------------------- | --------------------- | --------------------- |
| Sport Boys            | 1-2                   | Cienciano             |
| José Gálvez           | 1-2                   | Sporting Cristal      |
| La Loretana           | 1-1                   | D. Pesquero           |
| FBC Melgar            | 2-0                   | D. Municipal          |
| Altético Torino       | 2-5                   | Alcides Vigo          |
| Unión Minas           | 0-0                   | Alianza Atlético      |
| Alianza Lima          | 0-0                   | Universitario         |

| Fecha 7: 14 de septiembre | Fecha 7: 14 de septiembre | Fecha 7: 14 de septiembre |
| Local                     | Resultado                 | Visitante                 |
| ------------------------- | ------------------------- | ------------------------- |
| Alcides Vigo              | 1-3                       | Alianza Lima              |
| Alianza Atlético          | 0-1                       | FBC Melgar                |
| Cienciano                 | 4-0                       | La Loretana               |
| D. Municipal              | 2-0                       | Atlético Torino           |
| D. Pesquero               | 3-1                       | José Gálvez               |
| Sporting Cristal          | 4-1                       | Unión Minas               |
| Universitario             | 2-0                       | Sport Boys                |

| Fecha 8: 21 de septiembre | Fecha 8: 21 de septiembre | Fecha 8: 21 de septiembre |
| Local                     | Resultado                 | Visitante                 |
| ------------------------- | ------------------------- | ------------------------- |
| Alianza Lima              | 4-0                       | José Gálvez               |
| Sport Boys                | 2-1                       | La Loretana               |
| Atlético Torino           | 1-1                       | Sporting Cristal          |
| Unión Minas               | 1-1                       | Alcides Vigo              |
| D. Pesquero               | 1-2                       | Alianza Atlético          |
| Cienciano                 | 3-0                       | D. Municipal              |
| FBC Melgar                | 2-2                       | Universitario             |

| Fecha 9: 28 de septiembre | Fecha 9: 28 de septiembre | Fecha 9: 28 de septiembre |
| Local                     | Resultado                 | Visitante                 |
| ------------------------- | ------------------------- | ------------------------- |
| Sporting Cristal          | 3-1                       | D. Pesquero               |
| La Loretana               | 3-1                       | Atlético Torino           |
| Alianza Atlético          | 3-1                       | Cienciano                 |
| Alcides Vigo              | 3-1                       | FBC Melgar                |
| Unión Minas               | 1-0                       | Alianza Lima              |
| José Gálvez               | 1-2                       | Sport Boys                |
| Universitario             | 1-1                       | D. Municipal              |

| Fecha 10: 18, 19 de octubre | Fecha 10: 18, 19 de octubre | Fecha 10: 18, 19 de octubre |
| Local                       | Score                       | Visitante                   |
| --------------------------- | --------------------------- | --------------------------- |
| Sport Boys                  | 0-0                         | Alianza Atlético            |
| Atlético Torino             | 3-1                         | Unión Minas                 |
| D. Municipal                | 2-0                         | La Loretana                 |
| D. Pesquero                 | 4-1                         | Alcides Vigo                |
| FBC Melgar                  | 3-0                         | José Gálvez                 |
| Cienciano                   | 1-0                         | Universitario               |
| Sporting Cristal            | 2-3                         | Alianza Lima                |

| Fecha 11: 25, 26 de octubre | Fecha 11: 25, 26 de octubre | Fecha 11: 25, 26 de octubre |
| Local                       | Resultado                   | Visitante                   |
| --------------------------- | --------------------------- | --------------------------- |
| Alcides Vigo                | 1-0                         | Cienciano                   |
| Alianza Atlético            | 8-1                         | La Loretana                 |
| José Gálvez                 | 0-2                         | D. Municipal                |
| Alianza Lima                | 2-1                         | D. Pesquero                 |
| Sport Boys                  | 1-1                         | Sporting Cristal            |
| Unión Minas                 | 2-1                         | FBC Melgar                  |
| Universitario               | 3-1                         | Atlético Torino             |

| Fecha 12: 5 de noviembre | Fecha 12: 5 de noviembre | Fecha 12: 5 de noviembre |
| Local                    | Resultado                | Visitante                |
| ------------------------ | ------------------------ | ------------------------ |
| Alcides Vigo             | 1-1                      | Sport Boys               |
| Cienciano                | 3-1                      | José Gálvez              |
| La Loretana              | 1-1                      | Universitario            |
| FBC Melgar               | 1-0                      | Sporting Cristal         |
| D. Municipal             | 2-1                      | Alianza Atlético         |
| D. Pesquero              | 1-0                      | Unión Minas              |
| Atlético Torino          | 0-5                      | Alianza Lima             |

| Fecha 13: 8 de noviembre | Fecha 13: 8 de noviembre | Fecha 13: 8 de noviembre |
| Local                    | Resultado                | Visitante                |
| ------------------------ | ------------------------ | ------------------------ |
| Sporting Cristal         | 2-0                      | Cienciano                |
| Atlético Torino          | 2-1                      | D. Pesquero              |
| Universitario            | 3-1                      | Alianza Atlético         |
| José Gálvez              | 3-0                      | La Loretana              |
| Unión Minas              | 1-0                      | Sport Boys               |
| D. Municipal             | 4-3                      | Alcides Vigo             |
| Alianza Lima             | 5-0                      | FBC Melgar               |

|                                      |
| Campeón Torneo Clausura Alianza Lima |

## Tabla acumulada
| Pos. | Equipo              | Pts. | PJ | PG | PE | PP | GF | GC | DG  |
| ---- | ------------------- | ---- | -- | -- | -- | -- | -- | -- | --- |
| 1°   | Alianza Lima        | 62   | 26 | 19 | 5  | 2  | 60 | 16 | +44 |
| 2°   | Universitario       | 53   | 26 | 15 | 8  | 3  | 38 | 15 | +23 |
| 3°   | Sporting Cristal    | 49   | 26 | 14 | 7  | 5  | 55 | 29 | +26 |
| 4°   | Cienciano           | 44   | 26 | 12 | 8  | 6  | 35 | 23 | +12 |
| 5°   | Deportivo Municipal | 39   | 26 | 12 | 3  | 11 | 43 | 47 | –4  |
| 6°   | Alianza Atlético    | 36   | 26 | 10 | 6  | 10 | 46 | 31 | +15 |
| 7°   | FBC Melgar          | 35   | 26 | 10 | 5  | 11 | 33 | 40 | –7  |
| 8°   | Sport Boys          | 33   | 26 | 8  | 9  | 9  | 28 | 33 | –5  |
| 9°   | Unión Minas         | 33   | 26 | 8  | 9  | 9  | 28 | 33 | –5  |
| 10°  | Deportivo Pesquero  | 29   | 26 | 7  | 8  | 11 | 33 | 32 | +1  |
| 11°  | Alcides Vigo        | 25   | 26 | 6  | 7  | 13 | 32 | 41 | –9  |
| 12°  | Atlético Torino     | 23   | 26 | 5  | 8  | 13 | 27 | 49 | –22 |
| 13°  | José Gálvez         | 21   | 26 | 6  | 3  | 17 | 24 | 55 | –31 |
| 14°  | La Loretana         | 20   | 26 | 4  | 8  | 14 | 19 | 48 | –29 |

|  | Copa Libertadores 1998 |
|  | Copa Merconorte 1998   |
|  | Copa Conmebol 1998     |
|  | Segunda División 1998  |
|  | Copa Perú 1998         |

## Liguilla Pre-Libertadores
| Pos. | Equipo              | Pts. | PJ | PG | PE | PP | GF | GC | DG  |
| ---- | ------------------- | ---- | -- | -- | -- | -- | -- | -- | --- |
| 1°   | Sporting Cristal    | 13   | 5  | 4  | 1  | 0  | 9  | 1  | +8  |
| 2°   | Universitario       | 8    | 5  | 2  | 2  | 1  | 12 | 4  | +8  |
| 3°   | FBC Melgar          | 8    | 5  | 2  | 2  | 1  | 4  | 4  | 0   |
| 4°   | Cienciano           | 6    | 5  | 2  | 0  | 3  | 8  | 10 | –2  |
| 5°   | Alianza Atlético    | 5    | 5  | 1  | 2  | 2  | 8  | 11 | –3  |
| 6°   | Deportivo Municipal | 1    | 5  | 0  | 1  | 4  | 5  | 16 | –11 |

|  | Copa Libertadores 1998 |
|  | Copa Merconorte 1998   |
|  | Copa Conmebol 1998     |

Nota: Universitario declinó participar en un partido de definición por la clasificación a la Copa Conmebol frente al Melgar, por lo que fue este equipo quien jugó dicha copa.
|                          |
| Campeón nacional         |
| Alianza Lima 18.º título |

## Estadísticas

### Máximos goleadores
Lista con los máximos goleadores de la competencia.
| Jugador                                | Equipo                    | Goles |
| -------------------------------------- | ------------------------- | ----- |
| Ricardo Zegarra                        | Alianza Atlético          | 17    |
| Néstor Márquez                         | Cienciano                 | 15    |
| Waldir Sáenz                           | Alianza Lima              | 14    |
| Sergio Ibarra                          | Deportivo Municipal       | 13    |
| Jorge Soto                             | Sporting Cristal          | 11    |
| Pedro Prado                            | Alianza Atlético          | 11    |
| Paul Cominges                          | F. B. C. Melgar           | 10    |
| Rosinaldo Lopes                        | Alcides Vigo              | 10    |
| Christian Sotomayor                    | F. B. C. Melgar           | 10    |
| Bica                                   | Cienciano                 | 10    |
| Francisco Ferreira                     | Universitario de Deportes | 9     |
| Adrián Czornomaz                       | Sporting Cristal          | 9     |
| Marquinho                              | Alianza Lima              | 9     |
| Julinho                                | Sporting Cristal          | 9     |
| Claudio Pizarro                        | Deportivo Sipesa          | 8     |
| Roberto Farfán                         | Universitario de Deportes | 8     |
| Actualizado el 22 de noviembre de 2019 |                           |       |